# Toronto (South Dakota)
Toronto ist eine Kleinstadt (mit dem Status „Town“) im Deuel County im US-amerikanischen Bundesstaat South Dakota. Das U.S. Census Bureau hat bei der Volkszählung 2020 eine Einwohnerzahl von 196 ermittelt.

## Geografie
Toronto liegt im Osten South Dakotas, unweit der Grenze zu Minnesota. Die geografischen Koordinaten von Toronto sind 44°34′23″ nördlicher Breite und 96°38′33″ westlicher Länge. Das Stadtgebiet erstreckt sich über eine Fläche von 0,8 km².
Benachbarte Orte von Toronto sind Brandt (11,5 km nördlich), Astoria (9,2 km ostsüdöstlich), White (15,7 km südlich) und Estelline (20,8 km westlich).
Die nächstgelegenen größeren Städte sind Sioux Falls (131 km südlich), Fargo in North Dakota (283 km nördlich) und Minnesotas größte Stadt Minneapolis (308 km östlich).

## Verkehr
Wenige Kilometer westlich von Toronto verläuft die Interstate 29, die die kürzeste Verbindung von Kansas City in Missouri nach Winnipeg in der kanadischen Provinz Manitoba bildet. Der South Dakota Highway 28 verläuft in West-Ost-Richtung als Hauptstraße durch Toronto. Alle weiteren Straßen sind untergeordnete Landstraßen, teils unbefestigte Fahrwege sowie innerstädtische Verbindungsstraßen.
Die nächsten Flughäfen sind der Sioux Falls Regional Airport (127 km südlich), der Hector International Airport in Fargo (285 km nördlich) und der Minneapolis-Saint Paul International Airport (306 km östlich).

## Demografische Daten
Nach der Volkszählung im Jahr 2010 lebten in Toronto 212 Menschen in 100 Haushalten. Die Bevölkerungsdichte betrug 265 Einwohner pro Quadratkilometer. In den 100 Haushalten lebten statistisch je 2,12 Personen.
Ethnisch betrachtet setzte sich die Bevölkerung zusammen aus 93,4 Prozent Weißen, 3,8 Prozent amerikanischen Ureinwohnern sowie 1,4 Prozent aus anderen ethnischen Gruppen; 1,4 Prozent stammten von zwei oder mehr Ethnien ab. Unabhängig von der ethnischen Zugehörigkeit waren 4,2 Prozent der Bevölkerung spanischer oder lateinamerikanischer Abstammung.
23,1 Prozent der Bevölkerung waren unter 18 Jahre alt, 58,0 Prozent waren zwischen 18 und 64 und 18,9 Prozent waren 65 Jahre oder älter. 47,6 Prozent der Bevölkerung war weiblich.
Das mittlere jährliche Einkommen eines Haushalts lag bei 34.524 USD. Das Pro-Kopf-Einkommen betrug 15.618 USD. 8,6 Prozent der Einwohner lebten unterhalb der Armutsgrenze.

## Bekannte Bewohner
- Harold Lovre (1904–1972), republikanischer Abgeordneter des US-Repräsentantenhauses (1949–1957), geboren und aufgewachsen in Toronto[5]